# Cruz procesional

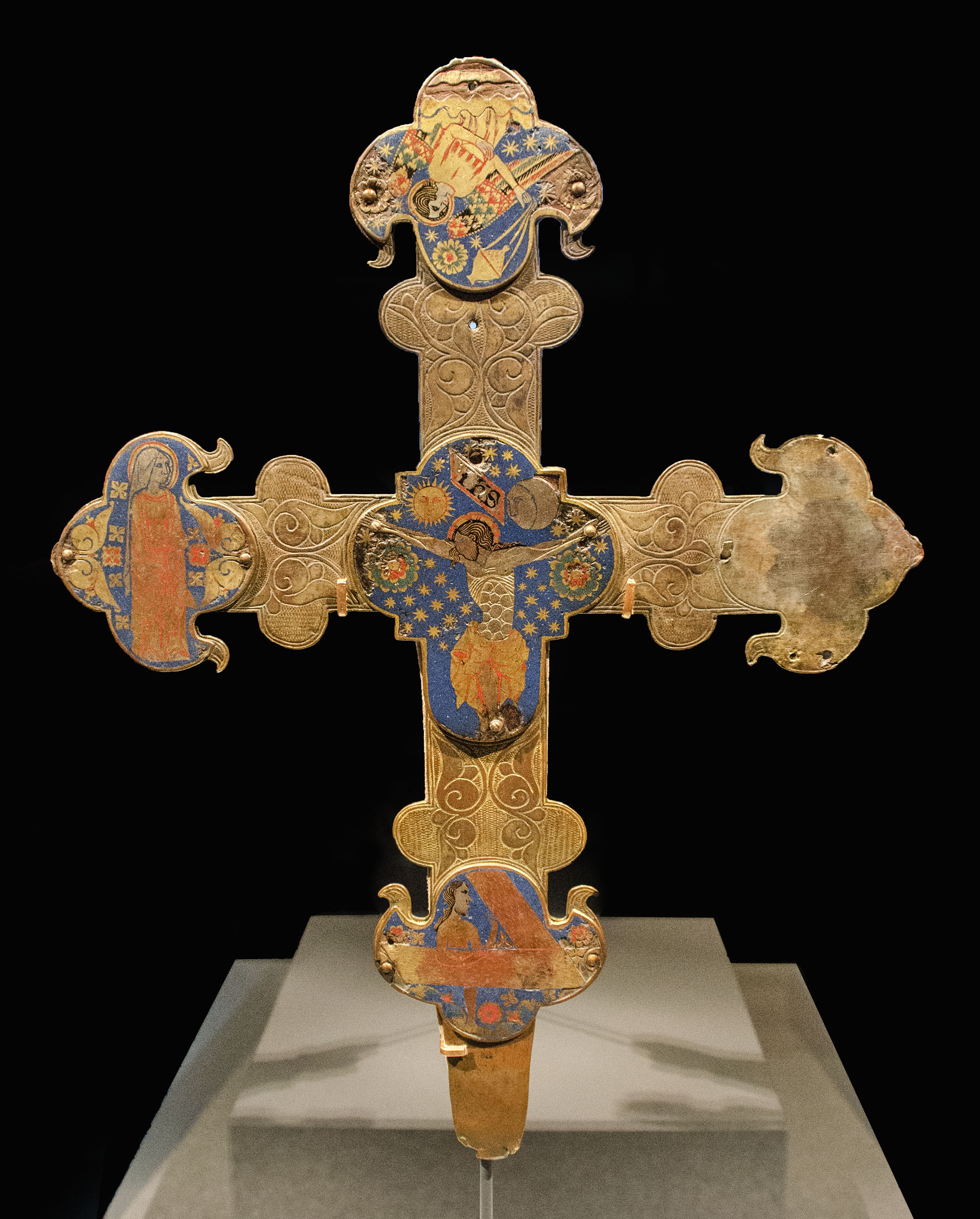
Cruz procesional,.

La cruz procesional es la que se usa en las procesiones católicas. Se le llama también cruz alta.

## Características
Las cruces procesionales debieron ser muy usadas, al menos, desde el siglo IV. Estaban profusamente decoradas. Presidían las funciones religiosas y en otras ocasiones eran portadas por alguna persona. Antes del siglo VIII esta cruz colgaba del altar. A partir de entonces, empezó a colocarse sobre los altares o en los retablos sobre una punta o espigón inferior. En la actualidad, algunas cruces procesionales góticas conservan este espigón. La costumbre de que la cruz procesional colgase del altar continuó en algunos sitios hasta el siglo XI. En las cruces ojivales o románicas, sus potenzas o  los cuadrifolios de sus extremos solían tener pinturas o relieves de la Virgen María, San Juan Evangelista y otros santos. A partir del siglo IX fueron frecuentes las cruces procesionales con una chapa de metal sobre un fondo de madera.
Actualmente, las cruces procesionales suelen estar colocada sobre un asta en el presbiterio de las iglesias.
La cruz patriarcal era llevada en un asta en alto delante algunos prelados, hasta que esta costumbre se extendió a todos los arzobispos a finales del siglo XIII.
Entre las más valiosas y antiguas se encuentran: la cruz de los Ángeles, otra semejante a esta y la cruz de la Victoria que se encuentran en la catedral de Oviedo; la cruz bizantina de la iglesia de San Esteban de Bagá; la del monasterio de San Pedro de Arlanza; y, de estilo ojival, la cruz arzobispal de Toledo y la del monasterio de monasterio de San Cugat del Vallés.
En las procesiones, la parroquia se representa con la cruz procesional de esta, conocida como cruz parroquial.
Los templos que tienen rango de basílica cuentan con una umbela basilical. Es de color rojo y amarillo, que son los colores del Senado Romano y que fueron adoptados por el gobierno papal. Está semiabierta y solamente se abre por completo si se recibe al sumo pontífice. En la parte superior hay una esfera de metal dorado con una cruz. Todo se encuentra sobre un asta. Este elemento es usado en las procesiones.